# گمینا کومارووکا پودلاسکا
گمینا کومارووکا پودلاسکا (به لهستانی:  Gmina Komarówka Podlaska) یک گمینا در لهستان است که در شهرستان رازنگ پودلاسکی واقع شده‌است. گمینا کومارووکا پودلاسکا ۱۳۷٫۵۶ کیلومتر مربع مساحت و ۴٬۷۲۸ نفر جمعیت دارد.